# Перелучское сельское поселение
Перелучское сельское поселение — упразднённое с 12 апреля 2010 года муниципальное образование в Боровичском районе Новгородской области России.
Административным центром была деревня Перелучи.
Сельское поселение расположено на юго-востоке Боровичского района.

## Населённые пункты
На территории сельского поселения были расположены деревни: Басутино, Болонье, Большие Семерицы, Большой Глиненец, Большой Чернец, Владыкино, Волосово, Горбино, Девкино, Дубьё, Заболотье, Замостье, Ивашево, Изонино, Каменец, Косарево, Малые Семерицы, Малый Глиненец, Малый Чернец, Наумовское, Новинка, Панёво, Перелучи, Полоное, Стрелка, Торбасино, Уверская Плотина, Холщагино, Юрьевец.